# Октябрьский (Алейский район)
Октябрьский — посёлок в Алейском районе Алтайского края России. Входит в состав Алейского сельсовета.

## География
Посёлок находится в центральной части края.
Климат
резко континентальный. Средняя температура января −17,6ºС, июля — + 20ºС. Годовое количество осадков — 440 мм

## История
Основан в 1920 г.
В 1928 г. совхоз Алейского РИКа состоял из 9 хозяйств. В составе Плотавского сельсовета Алейского района Барнаульского округа Сибирского края.

## Население
| 1926 | 1997 | 1998 | 1999 | 2000 | 2001 | 2002 | 2003 | 2004 |
| ---- | ---- | ---- | ---- | ---- | ---- | ---- | ---- | ---- |
| 39   | ↗238 | ↘237 | ↘233 | ↘231 | ↘211 | ↗212 | ↘205 | ↗212 |
| 2005 | 2006 | 2007 | 2008 | 2009 | 2010 | 2011 | 2012 | 2013 |
| ↗214 | ↘212 | ↗218 | ↘215 | ↗227 | ↘183 | ↘182 | ↘133 | ↘120 |

национальный состав
В 1928 г. основное население — русские.
Согласно результатам переписи 2002 года, в национальной структуре населения русские составляли 74 % от 201 жителя.

## Инфраструктура
МКОУ Краснопартизанская СОШ-филиал Октябрьская Нош
Экономика
Основное направление  — сельское хозяйство. С 1920-х годов действовал совхоз Алейского РИКа.

## Транспорт
Посёлок доступен по дороге общего пользования межмуниципального  значения «подъезд к пос. Октябрьскому» (идентификационный номер 01 ОП МЗ 01Н-0125) протяжённостью 3,040км.